# Округ Минихаха (Јужна Дакота)
Минихаха (енгл. Minnehaha County) је округ у америчкој савезној држави Јужна Дакота.

## Демографија
По попису из 2010. године број становника је 169.468, што је 21.187 (14,3%) становника више него 2000. године.
| Група             | 2000.           | 2010.           |
| Белци             | 136.632 (92,1%) | 146.159 (86,2%) |
| Афроамериканци    | 2.246 (1,5%)    | 6.407 (3,8%)    |
| Азијати           | 1.493 (1,0%)    | 2.509 (1,5%)    |
| Хиспаноамериканци | 3.187 (2,1%)    | 6.982 (4,1%)    |
| Укупно            | 148.281         | 169.468         |